# Forficula paleocaenica
Forficula paleocaenica es una especie extinta de tijereta del género Forficula, familia Forficulidae, orden Dermaptera.

## Distribución
Se cree que la especie se distribuía por Europa, específicamente en Dinamarca.

## Taxonomía
Fue descrita por Willmann en 1990.
Tratamiento taxonómico
La especie aparece registrada y publicada en Insekten aus der Fur-Formation von Dänemark (Moler, ob. Paleozän/unt. Eozän ?) 2. Dermaptera. Meyniana 42:15-23.